# Macronus striaticeps
A Macronus striaticeps a madarak osztályának verébalakúak (Passeriformes) rendjébe és a timáliafélék (Timaliidae) családjába tartozó faj.

## Rendszerezése
A fajt Richard Bowdler Sharpe angol zoológus és ornitológus írta le 1877-ben. Helytelenül szerepel Macronous striaticeps néven is.

## Alfajai
- Macronus striaticeps alcasidi duPont & Rabor, 1973
- Macronus striaticeps kettlewelli Guillemard, 1885
- Macronus striaticeps mindanensis Steere, 1890
- Macronus striaticeps striaticeps Sharpe, 1877[2]

## Előfordulása
Délkelet-Ázsiában, a Fülöp-szigetek területén honos. Természetes élőhelyei a szubtrópusi vagy trópusi síkvidéki és hegyi esőerdők, valamint cserjések. Állandó, nem vonuló faj.

## Megjelenése
Testhossza 13 centiméter, testtömege 14-20 gramm.

## Természetvédelmi helyzete
Az elterjedési területe nagyon nagy, egyedszáma ugyan csökken, de még nem éri el a kritikus szintet. A Természetvédelmi Világszövetség Vörös listáján nem fenyegetett fajként szerepel.